# K2 Black Panther
K2 Black Panther je glavni borbeni tenk koji će zamijeniti stariji M48A5K Patton tenk i dopuniti u K1 seriju glavnih borbenih tenkovih. Početak masovne proizvodnje očekuje se 2009. godine. Planira se napraviti oko 390 K2 Black Panthera za potrebe vojske Južne Koreje.

## Cijena
Cijene jednog K2 tenka je oko 8,5 milijuna američkih dolara, što ga čini najskupljim glavnim borbenim tenkom današnjice, skuplji je i od japanskog Tip 90, koja košta 6,6 milijuna američkih dolara. To je gotovo dva puta je viša od cijene K1A1, koji košta oko 4,9 milijuna američkih dolara. 
Međutim, cijena bi se trebala smanjiti kada K2 uđe u veću serijsku proizvodnju i ponudi se na međunarodnom tržištu. 

## Korisnici
- Južna Koreja - najmanje 3 prototipa su napravljena. Planira se napraviti 390 K2 Black Panthera kad uđe u serijsku proizvodnju 2009.
- Turska - planira se serijska proizvodnja oko 250 tenkova nakon 2013. u izvedbi MİTÜP Altay (kopija K2 s turskim podsustavima)

## Vanjske poveznice
- (en) K2 Black Panther na GlobalSecurity.org